# MTV Movie Awards 2015
La 24ª edizione degli MTV Movie Awards si è svolta il 12 aprile 2015 al Microsoft Theatre di Los Angeles, ed è stata presentata dall'attrice comica Amy Schumer.
Le candidature sono state annunciate il 4 marzo 2015.

## Vincitori e candidati
I vincitori sono indicati in grassetto, a seguire gli altri candidati.

### Miglior film (Movie of the Year)
- Colpa delle stelle (The Fault in Our Stars), regia di Josh Boone
- American Sniper, regia di Clint Eastwood
- Hunger Games: Il canto della rivolta - Parte 1 (The Hunger Games: Mockingjay - Part 1), regia di Francis Lawrence
- Guardiani della Galassia (Guardians of the Galaxy), regia di James Gunn
- L'amore bugiardo - Gone Girl (Gone Girl), regia di David Fincher
- Boyhood, regia di Richard Linklater
- Whiplash, regia di Damien Chazelle
- Selma - La strada per la libertà (Selma), regia di Ava DuVernay

### Miglior performance maschile (Best Male Performance)
- Bradley Cooper - American Sniper
- Chris Pratt - Guardiani della Galassia (Guardians of the Galaxy)
- Ansel Elgort - Colpa delle stelle (The Fault in Our Stars)
- Miles Teller - Whiplash
- Channing Tatum - Foxcatcher - Una storia americana (Foxcatcher)

### Miglior performance femminile (Best Female Performance)
- Shailene Woodley - Colpa delle stelle (The Fault in Our Stars)
- Jennifer Lawrence - Hunger Games: Il canto della rivolta - Parte 1 (The Hunger Games: Mockingjay - Part 1)
- Emma Stone - Birdman
- Reese Witherspoon - Wild
- Scarlett Johansson - Lucy

### Miglior eroe (Best hero)
- Dylan O'Brien - Maze Runner - Il labirinto (The Maze Runner)
- Shailene Woodley - The Divergent Series: Insurgent
- Jennifer Lawrence - Hunger Games: Il canto della rivolta - Parte 1 (The Hunger Games: Mockingjay - Part 1)
- Martin Freeman - Lo Hobbit - La battaglia delle cinque armate (The Hobbit: The Battle of the Five Armies)
- Chris Pratt - Guardiani della Galassia (Guardians of the Galaxy)

### Miglior cattivo (Best Villain)
- Meryl Streep - Into the Woods
- Rosamund Pike - L'amore bugiardo - Gone Girl (Gone Girl)
- J.K. Simmons - Whiplash
- Jillian Bell - 22 Jump Street
- Peter Dinklage - X-Men - Giorni di un futuro passato (X-Men: Days of Future Past)

### Performance più terrorizzante (Best Scared-As-S**t Performance')
- Jennifer Lopez - Il ragazzo della porta accanto (The Boy Next Door)
- Rosamund Pike - L'amore bugiardo - Gone Girl (Gone Girl)
- Annabelle Wallis - Annabelle
- Dylan O'Brien - Maze Runner - Il labirinto (The Maze Runner)
- Zach Gilford - Anarchia - La notte del giudizio (The Purge: Anarchy)

### Miglior performance rivelazione (Best Breakthrough Performance)
- Dylan O'Brien - Maze Runner - Il labirinto (The Maze Runner)
- Ansel Elgort - Colpa delle stelle (The Fault in Our Stars)
- Rosamund Pike - L'amore bugiardo - Gone Girl (Gone Girl)
- David Oyelowo - Selma - La strada per la libertà (Selma)
- Ellar Coltrane - Boyhood

### |Miglior bacio (Best Kiss)
- Ansel Elgort e Shailene Woodley - Colpa delle stelle (The Fault in Our Stars)
- James Franco e Seth Rogen - The Interview
- Andrew Garfield e Emma Stone - The Amazing Spider-Man 2 - Il potere di Electro (The Amazing Spider-Man 2)
- Scarlett Johansson e Chris Evans - Captain America: The Winter Soldier
- Rose Byrne e Halston Sage - Cattivi vicini (Neighbors)

### Miglior momento "Ma che ca...!" (#WTF Moment)
- Seth Rogen e Rose Byrne - Cattivi vicini (Neighbors)
- Jonah Hill - 22 Jump Street
- Jason Sudeikis e Charlie Day - Come ammazzare il capo 2 (Horrible Bosses 2)
- Miles Teller - Whiplash
- Rosario Dawson e Anders Holm - Top Five

### Miglior trasformazione su schermo (Best On-Screen Transformation)
- Elizabeth Banks - Hunger Games: Il canto della rivolta - Parte 1 (The Hunger Games: Mockingjay - Part 1)
- Eddie Redmayne - La teoria del tutto (The Theory of Everything)
- Zoe Saldana - Guardiani della Galassia (Guardians of the Galaxy)
- Steve Carell - Foxcatcher - Una storia americana (Foxcatcher)
- Ellar Coltrane - Boyhood

### Miglior momento musicale (Best Musical Moment)
- Jennifer Lawrence - Hunger Games: Il canto della rivolta - Parte 1 (The Hunger Games: Mockingjay - Part 1)
- Chris Pratt - Guardiani della Galassia (Guardians of the Galaxy)
- Seth Rogen e Zac Efron - Cattivi vicini (Neighbors)
- Bill Hader e Kristen Wiig - Uniti per sempre (The Skeleton Twins)
- Miles Teller - Whiplash

### Miglior combattimento (Best Fight)
- Dylan O'Brien vs. Will Poulter - Maze Runner - Il labirinto (The Maze Runner)
- Jonah Hill vs. Jillian Bell - 22 Jump Street
- Chris Evans vs. Sebastian Stan - Captain America: The Winter Soldier
- Seth Rogen vs. Zac Efron - Cattivi vicini (Neighbors)
- Edward Norton vs. Michael Keaton - Birdman

### Miglior performance comica (Best Comedic Performance)
- Channing Tatum - 22 Jump Street
- Chris Pratt - Guardiani della Galassia (Guardians of the Galaxy)
- Rose Byrne - Cattivi vicini (Neighbors)
- Chris Rock - Top Five
- Kevin Hart - The Wedding Ringer - Un testimone in affitto (The Wedding Ringer)

### Miglior coppia (Best On-Screen Duo)
- Zac Efron e Dave Franco - Cattivi vicini (Neighbors)
- Channing Tatum e Jonah Hill - 22 Jump Street
- Shailene Woodley e Ansel Elgort - Colpa delle stelle (The Fault in Our Stars)
- Bradley Cooper e Vin Diesel - Guardiani della Galassia (Guardians of the Galaxy)
- James Franco e Seth Rogen - The Interview

### Miglior performance senza maglietta (Best Shirtless Performance)
- Zac Efron - Cattivi vicini (Neighbors)
- Chris Pratt - Guardiani della Galassia (Guardians of the Galaxy)
- Channing Tatum - Foxcatcher - Una storia americana (Foxcatcher)
- Ansel Elgort - Colpa delle stelle (The Fault in Our Stars)
- Kate Upton - Tutte contro lui - The Other Woman (The Other Woman)

### MTV Generation Award
- Robert Downey Jr.

### MTV Trailblazer Award
- Shailene Woodley

### Comedic Genius Award
- Kevin Hart